# WISE 1741+2553
WISE 1741+2553 är en ensam stjärna i mellersta delen av stjärnbilden Herkules. Den har en skenbar magnitud av ca 16,5 och kräver ett kraftfullt teleskop för att kunna observeras. Baserat på parallaxmätning på ca 214 mas, beräknas den befinna sig på ett avstånd på ca 15 ljusår (ca 4,7 parsek) från solen. För närvarande (2022) är den mest exakta avståndsuppskattningen av WISE 1741+2553 en trigonometrisk parallax, uppmätt med Spitzer Space Telescope och publicerad 2013 av Trent Dupuy och Adam Kraus, på 0,180 ± 0,015 bågsekund, motsvarande ett avstånd 5,6+0,5−0,4 parsec eller 18,1 +1,6−1,4 ljusår. Stjärnan har en egenrörelse av ca 1 553 mas per år.

## Historik
WISE 1741+2553 upptäcktes 2011 från data, insamlade av NASA:s Wide-field Infrared Survey Explorer (WISE) Earth-orbiting satellite - 40 cm (16 tum) rymdteleskop i infraröd våglängd, vilket uppdrag varade från december 2009 till februari 2011. Upptäckten av WISE 1741+2553 har redovisats i tre artiklar: Scholz et al. (2011), Gelino et al. (2011) och Kirkpatrick et al. (2011).
Scholz at al. upptäckte två bruna dvärgar av sen T-typ, inklusive WISE 1741+2553, med hjälp av preliminär dataupptagning från WISE och uppföljning av nära infraröd spektroskopi med LUCIFER1 nära infraröd kamera/spektrograf vid Large Binocular Telescope (LBT).
Gelino at al. undersökt beträffande binaritet nio bruna dvärgar med hjälp av Laser Guide StarAdaptive Optics system (LGS-AO) på Keck II-teleskopet på Mauna Kea. Sju av dessa var också nyfunna, inklusive WISE 1741+2553. Dessa observationer har visat att två av dem är binära, medan de andra sju, inklusive WISE 1741+2553, är ensamma bruna dvärgar.
Kirkpatrick at al. presenterade upptäckten av 98 nya bruna dvärgar, funna av WISE, med komponenter av spektraltyperna M, L, T och Y, bland vilka också finns WISE 1741+2553.

## Egenskaper
Primärstjärnan WISE 1741-2553 är en brun dvärgstjärna i huvudserien av spektralklass T9. Den har en massa som är ca 0,95 jupitermassa, en radie som är ca 0,49 gånger Jupiters radie och har en effektiv temperatur av ca 750 K.